# Plœuc-sur-Lié
Ploeuc-sur-Lié är en kommun i departementet Côtes-d'Armor i regionen Bretagne i nordvästra Frankrike. Kommunen ligger i kantonen Plœuc-sur-Lié som tillhör arrondissementet Saint-Brieuc. År 2018 hade Ploeuc-sur-Lié 3 328 invånare.

## Befolkningsutveckling
Antalet invånare i kommunen Ploeuc-sur-Lié
Referens:INSEE